# Безплатна трапезария
Безплатната трапезария е заведение за безплатно раздаване храна на затруднена с изхранването си социална група хора. Още преди Освобождението на България, в редица селища на страната възникват безплатни ученически трапезарии. Основно трапезариите са се издържали от учителско-родителски настоятелства. Съществуват примери за някои крупни български търговци и индустриалци, които даряват част от своето имущество на фондации, с чиито средства да се издържат трапезариите. Основната им цел е децата от социално слаби семейства да ходят на училище, вместо да бъдат принуждавани от своите родители да се занимават със селскостопанска работа и да останат неграмотни. Безплатните ученически трапезарии се превръщат в основна причина за намаляване неграмотността в страната. Примери за безплатни ученически трапезарии, основани на едноличната дарителска воля са трапезарията в гр. Клисура на Елена и Андон Станев (днес в сградата на трапезарията се помещава кметството на града), Трапезарията в Асеновград на Анастас Куцооглу (Фондация Димитър и Анастасия Куцооглу) и др.
През 1951 година със закон, фондациите са прекратени, а имуществото им национализирано в полза на държавата. С това се слага край и на безплатните ученически трапезарии.
В днешни дни едноличните дарителски фондации не съществуват. Безплатните трапезарии се финансират по различни социални програми. Част от тях се финансират от Българския червен кръст. Те са ориентирани основно към раздаване храна на ученици, възрастни хора и инвалиди.